# VA Software
VA Software ist eine Architekturfirma, die Architektursoftware entwickelt.
Die Abkürzung VA steht für „Virtual Architecture“. Hinter diesem Namen steht die TriCad GmbH mit Sitz in Berlin.
Die VA HausDesigner-Versionen sind CAD-Zeichenprogramme, die das Erstellen von technischen Zeichnungen von Immobilien und das Erstellen fotorealistischer Darstellung dieser ermöglichen.
VA - Virtual Architecture verbirgt sich hinter einigen Haus- und Gartenprogrammen, wie z. B. 3D Wunschhaus Architekt 5.0, Wunschhaus WohnungsEdition u. a. Technisch beruht VA auf der ArCon-Produktreihe, die nach der Insolvenz von mb-Software in zwei Hauptlinien weiterentwickelt wurde.
Eine Weiterentwicklung der VA – Virtual Architecture-Architektursoftwarereihe heißt VA HausDesigner Professional 2.0 und wurde am 17. Februar 2009 vorgestellt. 
VA läuft unter folgenden Betriebssystemen:
- Windows 2000
- Windows XP
- Windows Vista
- Windows 7